# 66e régiment d'infanterie (3e régiment d'infanterie magdebourgeois)
Pour les articles homonymes, voir 66e régiment.
Le 66e régiment d'infanterie (3e régiment d'infanterie magdebourgeois) est une unité d'infanterie de l'armée prussienne.

## Histoire
Le régiment est fondé le 5 mai 1860 (jour de la fondation) en tant que 26e régiment d'infanterie combiné des trois bataillons réguliers du 26e régiment de Landwehr et est établi le 4 juillet de la même année comme 3e régiment d'infanterie magdebourgeois (n° 66). À partir du 7 mai 1861, l'unité prend le nom de 66e régiment d'infanterie (3e régiment d'infanterie magdebourgeois). Avec le 26e régiment d'infanterie, il forme la 13e brigade d'infanterie.
Initialement l'état-major et le 1er bataillon sont à Stendal, le 2e bataillon est stationné à Burg et bataillon de fusiliers à Neuhaldensleben. Au début de juin 1860, l'état-major, le 1er bataillon et le bataillon de fusiliers arrivent à Magdebourg. Le 2e bataillon est basé à Halle-sur-Saale à partir de 1864 avant que le régiment ne s'installe complètement dans sa garnison à Magdebourg en 1865.
Après la guerre austro-prussienne, l'unité cède le 27 septembre 1866 les 13e, 14e et 15e compagnies au 79e régiment d'infanterie (de). D'autres cessions ont lieu le 1er avril 1881 avec la 6e compagnie au 98e régiment d'infanterie et six ans plus tard la 8e compagnie au 136e régiment d'infanterie.

### Guerre austro-prussienne
Pendant la guerre austro-prussienne, il participe aux batailles de Münchengrätz et de Königgrätz ainsi qu'à la bataille de Pressbourg avec la Première Armée.

### Guerre franco-prussienne
Dans la guerre franco-prussienne, il combat dans le cadre du 4e corps d'armée à Beaumont et Sedan. Du 19 septembre 1870 au 28 janvier 1871, il participe à l'encerclement et au siège de Paris .

### Première Guerre mondiale
Après mobilisation, le régiment est intégré à la 13e brigade d'infanterie déployée sur le front occidental lors de la prise de Liège, quelques jours plus tard lors de la bataille de Mons. Il est ensuite utilisé dans les batailles de la Somme et de l'Aisne. Par la suite, il est impliqué dans une guerre de tranchées en Flandre . En 1915, le régiment reste quasiment immobile dans la guerre des tranchées. En 1916, il combat de nouveau dans la Somme, mais reste impliqué dans la guerre des tranchées en Flandre. L'année suivante, il participe à la bataille d'Arras et passe le reste de l'année en Flandre. En 1918, il participe à la bataille défensive entre l'Oise et l'Aisne et participe à la guerre de tranchées en Champagne avant de battre en retraite sous la pression de l'offensive alliée Meuse-Argonne. Le 12 novembre 1918, au lendemain de la ratification de l' armistice de Compiègne, il évacue tous les territoires occupés et rentre chez lui.
Pendant la guerre, le régiment perd 104 officiers et 2 592 sous-officiers et hommes.

### Après-guerre
Le régiment est démobilisé du 24 décembre 1918 dans la garnison de Magdebourg jusqu'à fin février 1919 et finalement dissous. Dès la mi-décembre 1918, des formations libres se sont formées à partir de parties qui rejoignent la 3e division du Corps d'État de chasseurs à pied. D'autres parties rejoignent le régiment de volontaires de Magdebourg à la mi-avril 1919. Les deux formations sont intégrées dans les 31e et 7e régiments d'infanterie de la Reichswehr lors de la création de la Reichswehr.
La tradition est reprise dans la Reichswehr par un décret du 24 août 1921 du chef de la direction de l'armée, le général d'infanterie Hans von Seeckt, par la 10e compagnie du 12e régiment d'infanterie, stationnée à Magdebourg.

### Mémoire
En 1875, le corps des officiers érige dans la cour de la caserne un mémorial pour les soldats morts pendant les guerres d'unification.

## Chefs du régiment
Le 24 août 1869, le roi Guillaume Ier nomma le général d'infanterie prussien Gustav d'Alvensleben comme premier commandant de régiment, qui occupe ce poste jusqu'à sa mort le 30 juin 1881. Le 17 mai 1902, Guillaume II confère cette dignité au roi d'Espagne Alphonse XIII

## Commandants
| Grade                 | Nom                                     | Date                              |
| --------------------- | --------------------------------------- | --------------------------------- |
| Oberst                | Hugo von Kirchbach                      | 8 mai 1860                        |
| Oberstleutnant        | Adolf von Blanckensee (de)              | 29 janvier 1863                   |
| Oberst                | Hugo von Bismarck (de)                  | 15 septembre 1866                 |
| Major                 | Alexander Finck von Finckenstein        | 22 juillet au 30 août 1870        |
| Oberstleutnant/Oberst | Hugo von Rauchhaupt (de)                | 12 septembre 1870                 |
| Oberstleutnant        | Heinrich Ludwig Johannes Bechstatt (de) | 15 octobre 1874                   |
| Oberst                | Gustav Meißner                          | 12 mars 1881                      |
| Oberst                | Hermann von Rhaden                      | 6 juillet 1886                    |
| Oberst                | Moritz von Lettow-Vorbeck (de)          | 18 septembre 1886 au 21 mars 1889 |
| Oberstleutnant        | Wilhelm von Holleben (de)               | 22 mars 1889                      |
| Oberst                | Oskar von Hugo                          | 18 août 1892                      |
| Oberst                | Karl Hartog (de)                        | 17. Juni 1893                     |
| Oberst                | Paul Winckler                           | 22 mars 1897                      |
| Oberst                | Bertram von Heydebreck (de)             | 25 mars 1899                      |
| Oberst                | Wilhelm von Dehn-Rotfelser (de)         | 2 mai 1900                        |
| Oberst                | Adolf Digeon von Monteton (de)          | 2 mai 1904                        |
| Oberst                | Richard von Bodungen (de)               | 27 janvier 1908                   |
| Oberstleutnant/Oberst | Leo Sontag                              | 18 octobre 1908                   |
| Oberst                | Max von Schmettau                       | 19 novembre 1909                  |
| Oberstleutnant        | Hermann von Dresler und Scharfenstein   | 22 mars 1912                      |
| Oberst                | Alfred von Quadt-Wykradt-Hüchtenbruck   | 2 août 1914                       |
| Oberst                | Hermann von Balcke                      | 15 octobre 1914                   |
| Oberst                | Julius von Stöcklern zu Grünholzek      | 25 février 1905                   |
|                       | Malte Schrader                          | 26 juillet 1918                   |
|                       | Hermann Czettritz                       | 10 janvier 1919                   |